# Viaduc Sfalassà
Ne doit pas être confondu avec Viaduc Bagnara.
Le viaduc de Sfalassà (également connu sous le nom de pont de Bagnara) est un viaduc italien avec un tablier en caisson en acier et des béquilles en acier, situé à proximité de Bagnara Calabra. Le pont fait partie de l'autoroute A2, situé au km 414+490. En décembre 2014, il est le pont à béquille le plus élevé d'Italie, le 3e plus haut pont d'Europe (après le viaduc de Millau et le viaduc Italia) et l'un des viaducs les plus hauts au monde,,,.
Conçu par Silvano Zorzi, Sabatino Procaccia et Luciano Lonardo en 1967, le pont est long de 893 mètres et surplombe le fond de la vallée de 253,78 mètres. Sa travée centrale en acier mesure environ 376 mètres.
Le viaduc de Sfalassà a également remporté à trois reprises au cours de sa construction (1968, 1970 et 1972; un record qui tient toujours) le "CEC European Award", la plus haute reconnaissance européenne pour les travaux de grande ampleur.

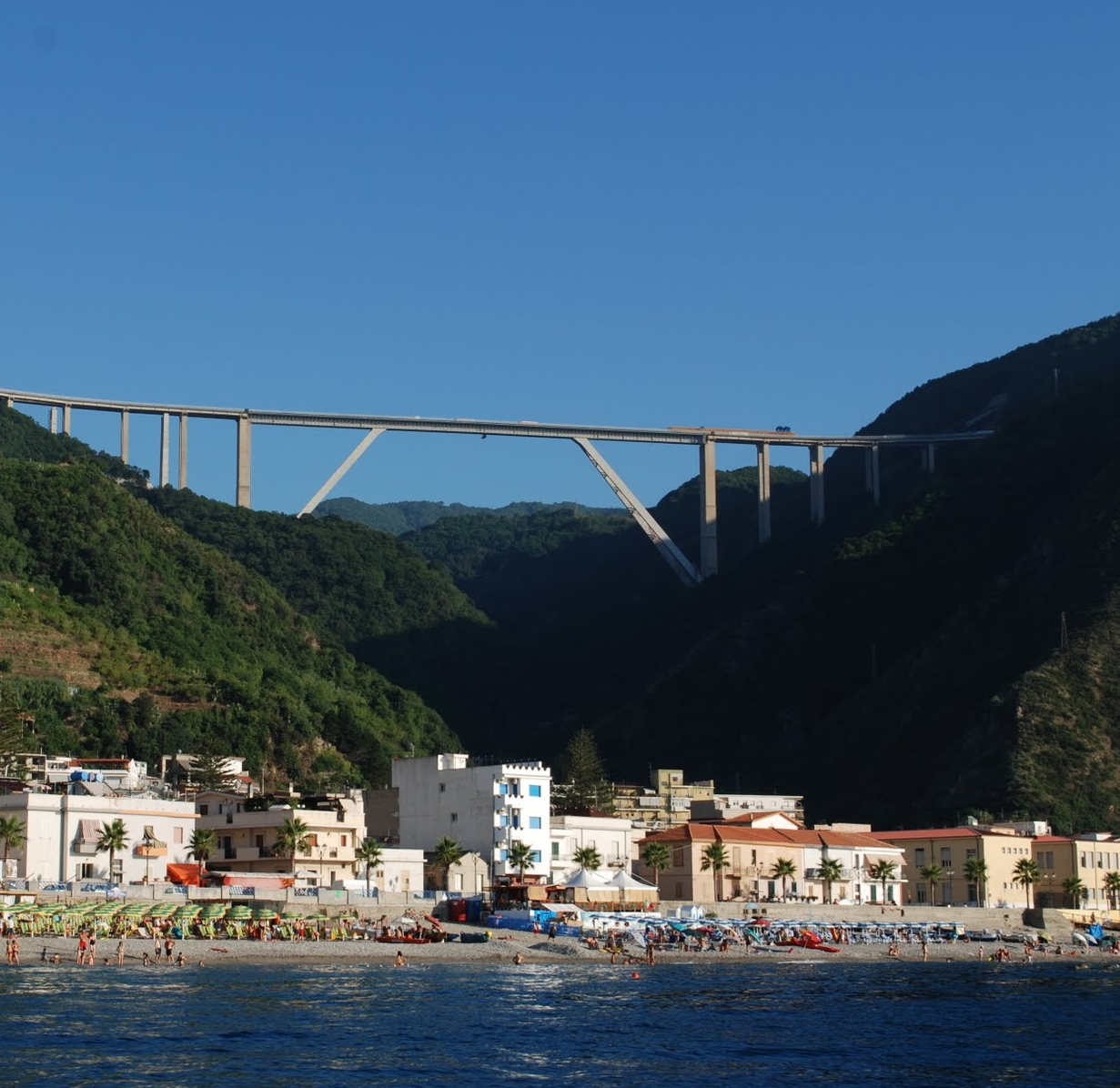
Le viaduc vue de Bagnara Calabra (2009).
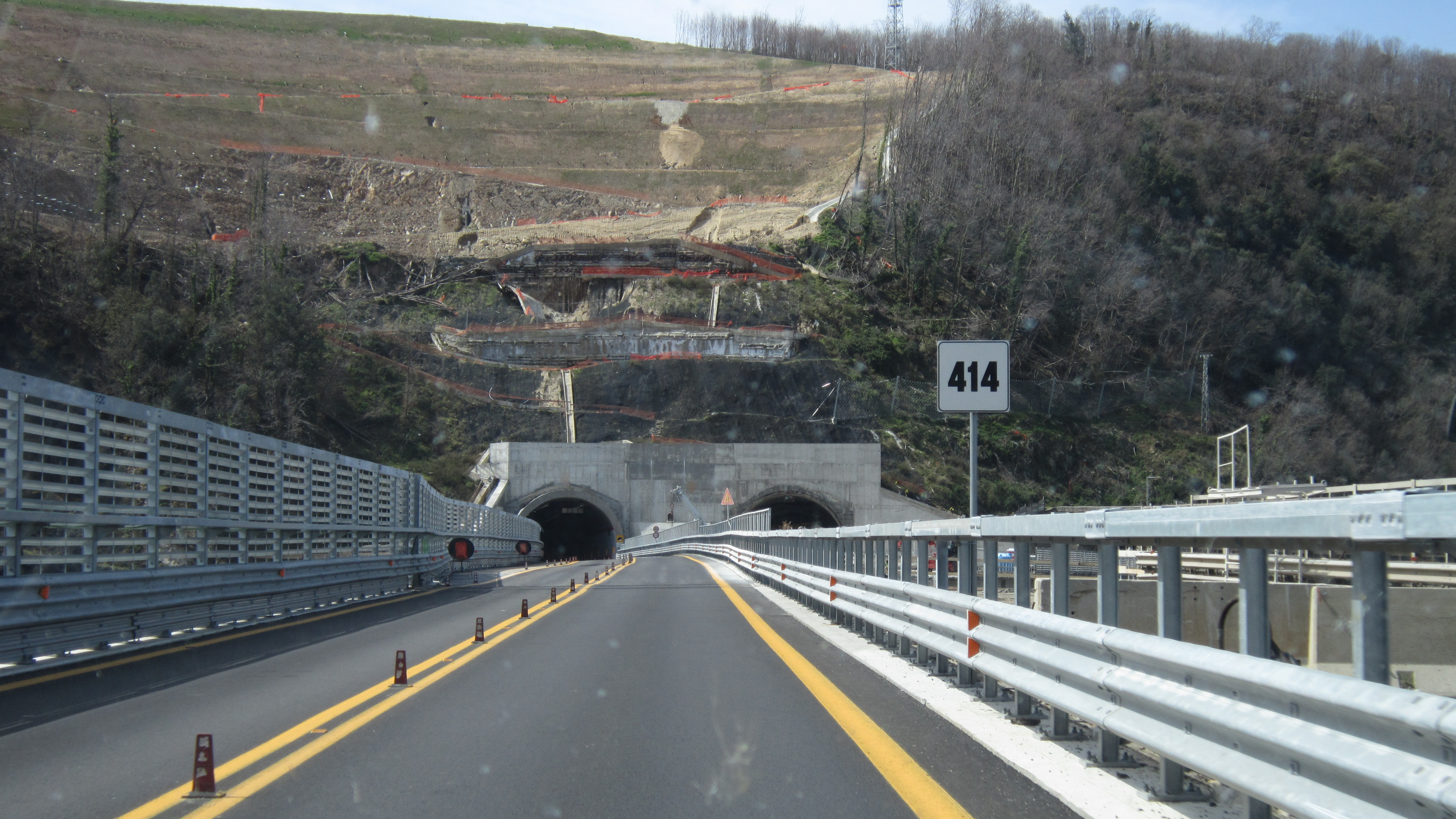
Rénovation du viaduc (2013).
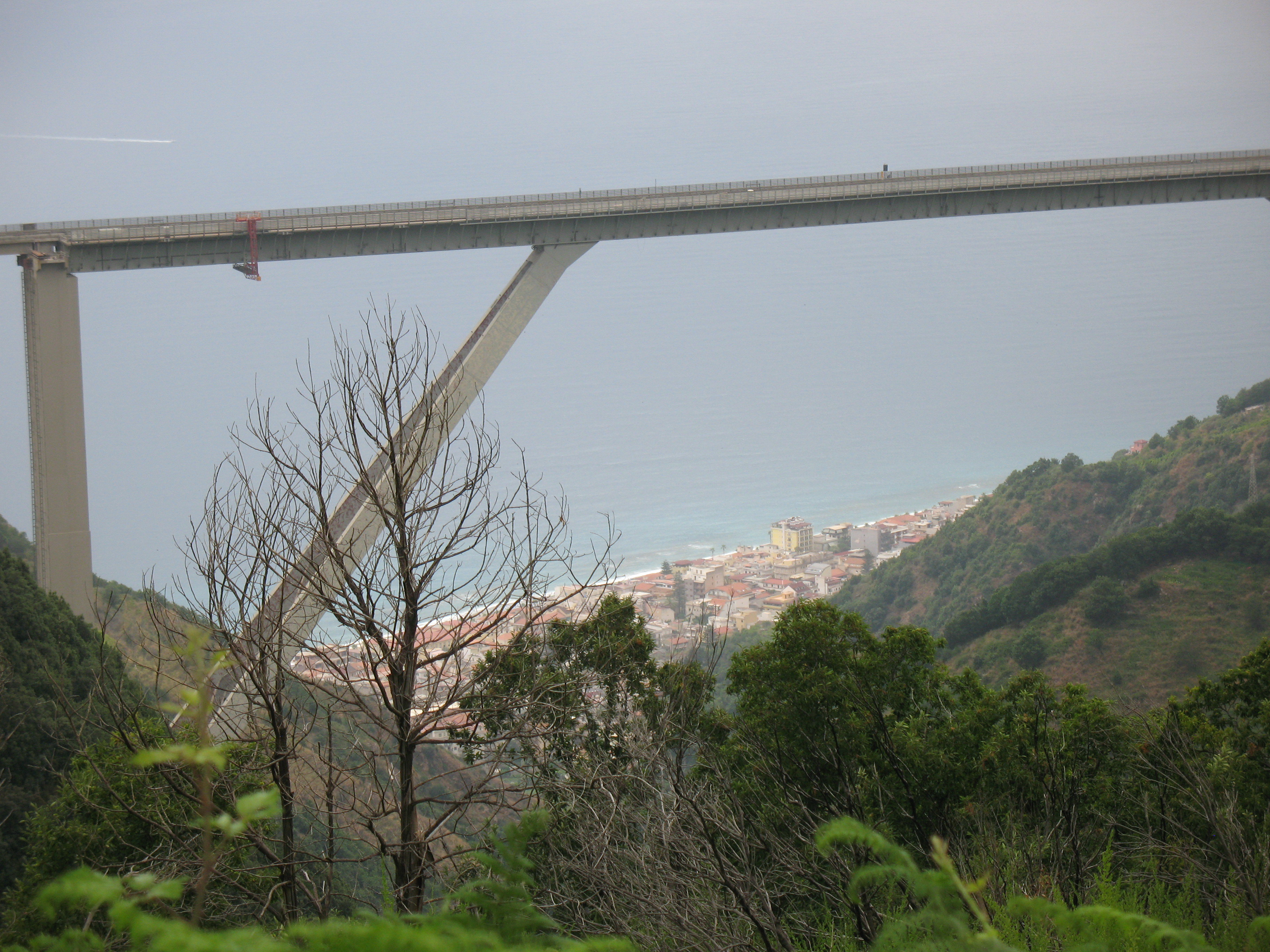
Le viaduc photographié depuis le hameau de Solano (2011).
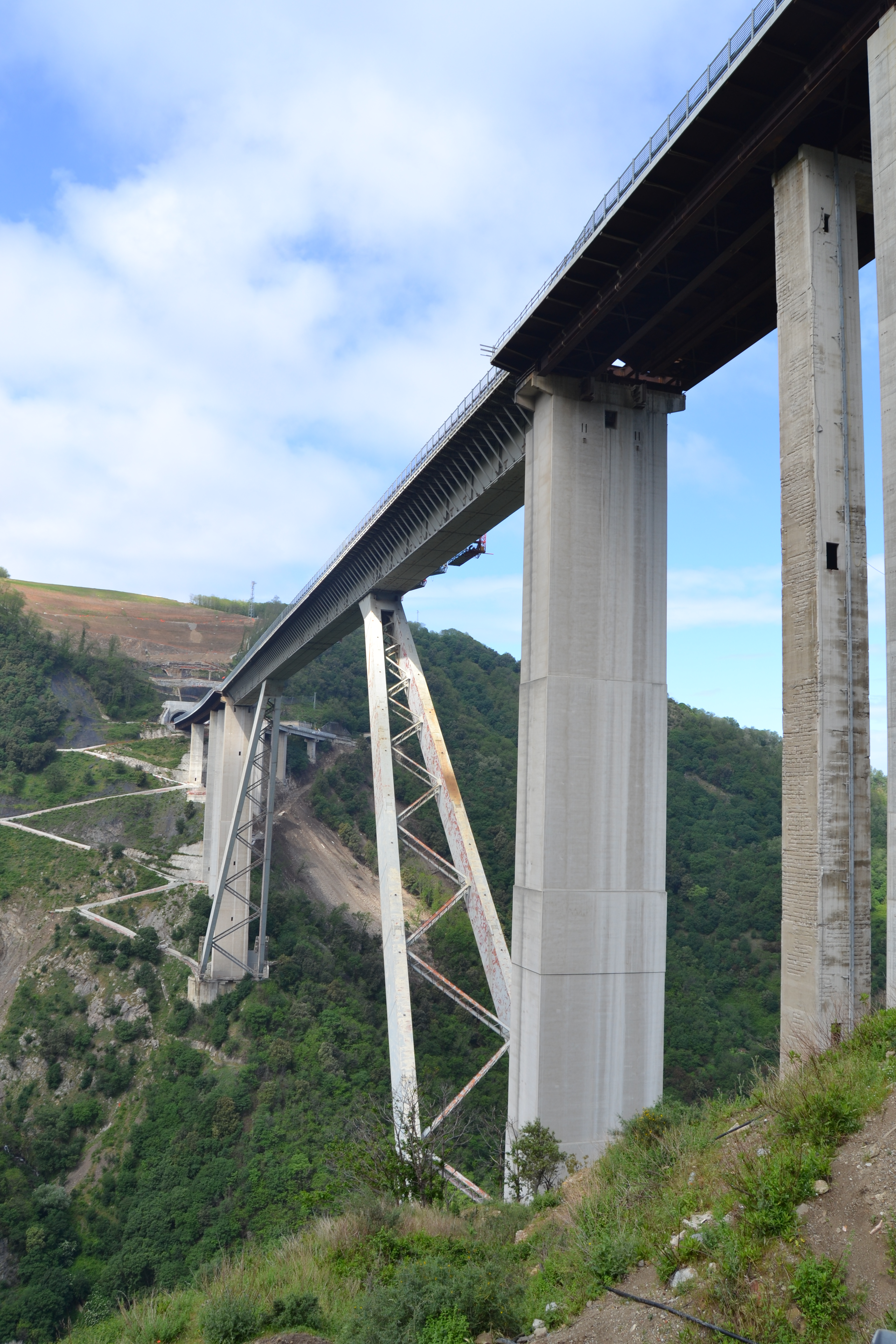
Vue du dessous (2013).

#### De conception similaire
- Viaduc Platano
- Pont de Cadore